# Conus bayani
Espèce
Statut de conservation UICN

 LC  : Préoccupation mineure
Conus bayani est une espèce de mollusques gastéropodes marins de la famille des Conidae.
Comme toutes les espèces du genre Conus, ces escargots sont prédateurs et venimeux. Ils sont capables de « piquer » les humains et doivent donc être manipulés avec précaution, voire pas du tout.

## Description
La taille d'une coquille adulte varie entre 45 mm et 70 mm. La coquille blanche présente des stries longitudinales et des nuages de châtain clair, formant deux larges bandes interrompues, sur lesquelles se trouvent les vestiges de quelques étroites lignes tournantes de chocolat. 

## Distribution
Cette espèce marine est présente dans l'ouest de l'océan Indien.

### Niveau de risque d’extinction de l’espèce
Selon l'analyse de l'UICN réalisée en 2011 pour la définition du niveau de risque d'extinction, cette espèce se trouve principalement dans le nord-ouest de l'océan Indien, du centre de la mer Rouge à la Somalie ; il existe une population distincte au large de l'Inde du Sud et du Sri Lanka ; une autre population pourrait se trouver au nord de Madagascar. Cette espèce est largement distribuée et il n'y a pas de menaces actuelles connues. Par conséquent, l'espèce a été classée dans la catégorie " préoccupation mineure ".

## Taxonomie

### Publication originale
L'espèce Conus bayani a été décrite pour la première fois en 1872 par le zoologiste français spécialiste des poissons et des mollusques Félix Pierre Jousseaume (1835-1921) dans la publication intitulée « Revue et Magasin de Zoologie »,.

### Synonymes
- Conus (Splinoconus) bayani Jousseaume, 1872 · appellation alternative
- Stellaconus bayani (Jousseaume, 1872) · non accepté

## Identifiants taxonomiques
Chaque taxon catalogué par les bases de données biologiques et taxonomiques possède un identifiant qui permet d'établir un point de référence. Les identifiants de Conus bayani dans les principales bases sont les suivants :
CoL : XWZ5 - GBIF : 6510663 - iNaturalist : 431864 - IRMNG : 11868666 - TAXREF : 94322 - UICN : 192581 - 